# De Joere
De Joere is een buurtschap in de gemeente Tietjerksteradeel, in de Nederlandse provincie Friesland.
Het ligt aan de oostkant van Schuilenburg en ten noorden van Hoogzand. Net als die plaats valt het onder het dorp Eastermar (Oostermeer). De bewoning van de buurtschap ligt aan de Joerelaan en een klein stukje van de Mounekamp.
De plaatsnaam komt voort uit een oudere veldnaam. Deze werd in 1448 als DeJouwer vermeld. Deze was opgedeeld in Lutke Jouwer en Grote Jouwer. Gaandeweg is er een bewoning gekomen in het gebied en zo ontstond er een nederzetting. Deze wordt vanaf de achttiende eeuw De Joere genoemd.
In De Joere was tot en met 2018 een camping/vakantieboerderij gelegen.
Steden, dorpen en gehuchten: Bartlehiem (deels) · Bergum · Eastermar · Eernewoude · Eestrum · Garijp · Giekerk · Hardegarijp · Molenend · Noordbergum · Oenkerk · Oudkerk · Rijperkerk · Suameer · Suawoude · Tietjerk · Veenwoudsterwal (deels) · Wijns

Buurtschappen: De Joere · Giekerkerhoek · Hoogzand · Iniaheide · Kleinegeest · Kuikhorne (deels) · Noordermeer · Quatrebras · Schuilenburg · Siegerswoude · Sumarreheide (Suameerderheide) · Tergracht (deels) · Witveen · Zevenhuizen · Zwartewegsend

Friesland: Steden en dorpen      Nederland: Provincies · Gemeenten